# Lipiny (Ostrów Wielkopolski, Gran Polonia)
Lipiny es un pueblo en el municipio de Odolanów, dentro del Ostrów Wielkopolski, voivodato de Gran Polonia, en el centro oeste de Polonia.